# Ropalopus ungaricus
Ropalopus ungaricus е вид бръмбар от семейство Сечковци (Cerambycidae). Видът е застрашен от изчезване.

## Разпространение
Разпространен е в Австрия, Босна и Херцеговина, България, Германия, Европейска част на Русия, Италия, Полша, Румъния, Словакия, Словения, Сърбия (Косово), Украйна, Унгария, Франция, Хърватия, Черна гора и Чехия.
Регионално е изчезнал в Швейцария.

## Описание
Популацията на вида е намаляваща.